# Debbie Green
Deborah „Debbie“ Green (* 25. Juni 1958 in Seoul, Südkorea) ist eine ehemalige US-amerikanische Volleyballspielerin. Trotz ihrer geringen Körpergröße von 1,63 m gilt sie als eine der besten Zuspielerinnen in der Geschichte des Frauenvolleyballs.
Debbie Green wuchs in Kalifornien auf. Sie spielte Volleyball an der Westminster High School und war Mitglied des Adidas Junior Teams. Später spielte sie bei den USC Trojans, mit denen sie 1977 und 1978 die AIAW National Championships gewann. Als Mitglied der A-Nationalmannschaft konnte sie 1980 wegen des Boykotts der USA nicht an den Olympischen Spielen in Moskau teilnehmen. Sie spielte aber bei drei Weltmeisterschaften für das US-Team. Bei den Olympischen Spielen 1984 in Los Angeles führte Debbie Green die USA zur Silbermedaille. 1987 und 1988 spielte sie professionell Volleyball für die Los Angeles Starlites. Nach ihrer aktiven Karriere wurde Debbie Green Trainerin der Long Beach State-Frauenmannschaft.
1995 wurde Debbie Green in die „Volleyball Hall of Fame“ aufgenommen.
Debbie Green ist mit Joe Vargas verheiratet und hat zwei Töchter, die ebenfalls Volleyball spielen.